# Supermarine Seafang
Супермарін Сіфенґ (англ. Supermarine Seafang) — британський палубний одномоторний винищувач-моноплан, модифікована версія Supermarine Spiteful, що мав стати на озброєння повітряних сил ВМФ Британії, але через незначну перевагу над наявними Supermarine Seafire і появу реактивних винищувачів майже не виготовлявся.

## Історія
Оскільки палубна модифікація Spitfire «Seafire» вийшла успішною міністерство Авіації вирішило повторити такий підхід і видало специфікацію N.5/45 на пристосування «Spiteful» до палубного використання. Морський варіант отримав назву «Сіфенґ» (англ. Seafang) - «Морське Ікло», і в травні 1945 року було замовлено 2 прототипа і 150 серійних літаків. Перший серійний «Сіфенґ» надійшов на випробування 15 січня 1946 року.
Проте адміральтельство не було впевнене чи «Сіфенґ» пропонує достатні поліпшення порівняно з наявним Seafire FR.47, і після довгих роздумів вирішило відмовитись від «Сіфенґів». Виробництво було скасоване і тільки 18 літаків було завершено: 8 F.31 з двигунами Griffon 61 і 10 F.32 з двигунами Griffon 89 і двома співвісними трилопатевими пропелерами. Тільки 11 «Сіфенґів» здіймалися в повітря, інші 7 були доставлені в розібраному стані і ніколи не літали.